# مايك ميلر
مايك ميلر (بالإنجليزية: Mike Miller) مواليد 19 فبراير 1980، هو لاعب كرة سلة أمريكي بدأ مسيرته الاحترافية في سنة 2000 يلعب مع فريق كليفلاند كافالييرز في الرابطة الوطنية لكرة السلة ويحمل الرقم 18. يبلغ طوله 6 قدم 8 بوصة (2.0 م).

## فرق لعب لها
- أورلاندو ماجيك
- ميمفيس غريزليس
- مينيسيوتا تيمبر وولفز
- واشنطن ويزاردز
- ميامي هيت
- ميمفيس غريزليس
- كليفلاند كافالييرز

## الميداليات
| الميدالية | المسابقة                             |
| --------- | ------------------------------------ |
| ذهبية     | بطولة أمم الأمريكتين لكرة السلة 2007 |

## روابط خارجية
- مايك ميلر على موقع الاتحاد الدولي لكرة السلة (الإنجليزية)
- مايك ميلر على موقع إن بي أي (الإنجليزية)
- مايك ميلر على موقع سبورتس رفرنس (الإنجليزية)
- مايك ميلر على موقع كرة السلة الأوروبية.كوم (الإنجليزية)
- مايك ميلر على موقع إي إس بي إن.كوم (الإنجليزية)
- مايك ميلر على موقع كلية كرة السلة في سبورتس رفرنس.كوم (الإنجليزية)
- مايك ميلر على موقع ريلجم (الإنجليزية)
- مايك ميلر على موقع بروبوليرز (الإنجليزية)